# Rob Paulsen
Robert Fredrick Paulsen III, född 11 mars 1956, är en amerikansk röstskådespelare.
Paulsen har lånat ut sin röst till bland andra Raphael i Teenage Mutant Ninja Turtles från 1987, Yakko i Animaniacs och Pinky i Pinky och Hjärnan samt Donatello i Teenage Mutant Ninja Turtles från 2012.

## Filmografi
- 1987–1995: Teenage Mutant Ninja Turtles: Raphael, Wingnut, Zack, Hi-Tech, High-Beam, Ogg, Willard W. Willard[1], Filo Sopho, Wilhelm Vanilli, Seymour Gutz/Mutagen Man, Moroe Flem, Sean O'Tharity, Dickie Bark
- 1993–1996: Biker Mice from Mars: Röst till Throttle
- 1993–1998: Animaniacs: Röst till Yakko
- 1995–1998: Pinky och Hjärnan: Röst till Pinky
- 2001–2017: Fairly Odd Parents: Röst till Mark Chang, Happy Peppy Gary, King Grippulon, Bucky McFelslag och diverse roller
- 2006–2007: Biker Mice from Mars: Röst till Throttle
- 2012–2017: Teenage Mutant Ninja Turtles: Röst till Donatello. Även Raphael från 1987 års serie i crossoveravsnitten.

### Fotnoter
1. ↑  ”TMNT Voice Cast” (på engelska). Technodrome. http://www.thetechnodrome.com/voices.shtml. Läst 25 februari 2012.